# Коуф, Джим
Джим Коуф (англ. Jim Kouf, род. 24 июля 1951, Голливуд, Калифорния, США) — американский кинорежиссер, кинопродюсер и сценарист. В 1988 году получил премию Эдгара Аллана По за лучший кинематографический сценарий для фильма Слежка (1987). Известен как продюсер и сценарист таких фильмов, как Сокровище нации (2004) и Час Пик (1998).

## Биография
Джим Коуф родился 24 июля 1951 года в Голливуде, США. Начал он свою карьеру в кино как сценарист в начале 1980-х годов. В некоторых фильмах он работал вместе с режиссёром Джоном Бэдэм. Кроме того, в 1982 году, он приобрел свой первый опыт в качестве кинопродюсера. С 2000 года участвовал в съемках телесериалов, таких как Ангел (2000—2001), Говорящая с призраками (2006—2007). А с 2011 года, совместно с Дэвидом Гринуолт, с которым он уже имел опыт работы (с 1983 года), участвует в съемках телесериала Гримм в качестве сценариста.
Известен также под такими именами, как Боб Хант (Bob Hunt) и Джеймс Коуф (James Kouf Jr. и M. James Kouf Jr.).

## Фильмография
| Год       | Название                       | Оригинальное название       | Работа                  |
| --------- | ------------------------------ | --------------------------- | ----------------------- |
| 1981      | Буки                           | The Boogens                 | сценарист               |
| 1982      | Сумасшедший                    | Wacko                       | сценарист               |
| 1982      | Розовый Мотель                 | Pink Motel                  | кинопродюсер, сценарист |
| 1983      | Мятежники белой воды           | White Water Rebels          | сценарист               |
| 1983      | Утилиты                        | Utilities                   | сценарист               |
| 1983      | Класс                          | Class                       | сценарист               |
| 1984      | Последний и Великих Выживших   | Last of The Great Survivors | сценарист               |
| 1984      | Вверх по течению               | Up the Creek                | сценарист               |
| 1984      | Американская мечтательница     | American Dreamer            | сценарист               |
| 1985      | Тайный поклонник               | Secret Admirer              | сценарист               |
| 1986      | Чудеса                         | Miracles                    | кинорежиссер, сценарист |
| 1987      | Слежка                         | Stakeout                    | кинопродюсер            |
| 1987      | Скрытый враг                   | The Hidden                  | сценарист               |
| 1989      | Дезорганизованная преступность | Disorganized Crime          | кинорежиссер, сценарист |
| 1993      | Ещё одна слежка                | Another Stakeout            | кинопродюсер            |
| 1995      | Операция «Дамбо»               | Operation Dumbo Drop        | сценарист               |
| 1997      | Преступные связи               | Gang Related                | кинорежиссер, сценарист |
| 1998      | Час пик                        | Rush Hour                   | сценарист               |
| 2002      | Снежные псы                    | Snow Dogs                   | сценарист               |
| 2000-2001 | Ангел (телесериал)             | Angel                       | сценарист               |
| 2004      | Нью-йоркское такси             | Taxi                        | сценарист               |
| 2004      | Сокровище нации                | National Treasure           | сценарист               |
| 2006-2007 | Говорящая с призраками         | Ghost Whisperer             | сценарист               |
| 2010      | Развилка на дороге             | A Fork in The Road          | кинорежиссер            |
| 2011      | Гримм (телесериал)             | Grimm                       | кинопродюсер, сценарист |